# Metro 2033 (novela)
Metro 2033 (en ruso: Метро 2033) es una novela posapocalíptica escrita por Dmitri Glujovski ambientada en el Metro de Moscú donde los supervivientes se ocultan después de una guerra nuclear. Se publicó por primera vez en 2005 en Rusia. La novela ha servido de inspiración a miles de historias, decenas de libros y varios videojuegos.
Metro 2033 ha tenido dos secuelas, Metro 2034 y Metro 2035, el Universo Metro y tres videojuegos: Metro 2033, Metro: Last Light y Metro Exodus.

## Origen
Dmitri Glujovski empieza a escribir el libro durante sus años de secundaria pero no será realmente hasta la universidad cuando empieza a escribir los primeros capítulos. 
El mismo durante una de sus conferencias en Madrid en 2012, cita que tiene influencia de autores de ciencia ficción como estadounidense Ray Bradbury, el polaco Stanislaw Lem, el colombiano Gabriel García Márquez, el argentino Borges o también el francés Boris Vian.

Cuando empecé a escribir Metro 2033 era sólo un alumno de secundaria. Puedo decir que lo que yo escribía en Metro 2033 no era nada científico, porque las consecuencias de la guerra nuclear que yo describía no son viables. Muchas veces me critican por esto. Yo hablo de monstruos, de mutantes, pero sin ninguna base científica. Lo que yo hice, más que ciencia ficción, sería fantasía urbana.
Dmitri Glujovski

Los hechos sucedidos con el colapso económico de la Unión Soviética, el accidente de Chernóbil o la película Stalker, y la sociedad rusa de los años 90, con grupos de ideología extremista, son una clara influencia en la obra.

La idea de introducir toda la cosmología de Moscú en el metro llegó cuando estaba en la universidad, donde escribí los primeros capítulos. El hecho de estudiar Relaciones Internacionales hizo que la historia tomara la forma final, porque adquirí las herramientas para entender mejor la manera en que los medios de comunicación y los vencedores muestran la realidad. Así el libro ganó en complejidad. Era mi forma de mostrar la sociedad rusa y el legado ideológico del siglo XX, la lucha entre la izquierda y la derecha, el comunismo y el fascismo.
Dmitri Glujovski

El metro de Moscú (en ruso: Московский метрополитен) está situado a bastante profundidad en casi todo su recorrido comparado a otras redes de metro, por ejemplo la estación más profunda es Park Pobedy (Parque Victoria) con unos 80 metros de profundidad. Inaugurado en el año 1935 y actualmente cubre la ciudad y, en parte, la región de Moscú con 212 estaciones y una longitud de túneles de 365 kilómetros (tercero en el mundo después de Londres y Nueva York) con 14 líneas.

## Resumen

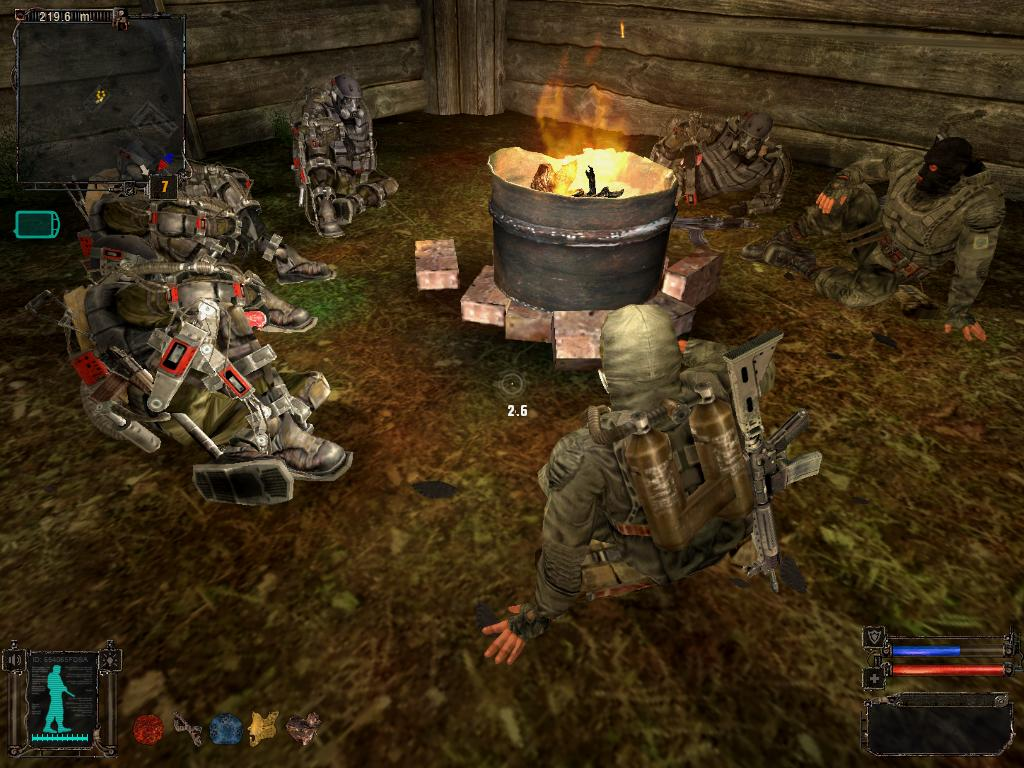
S.T.A.L.K.E.R.: Shadow of Chernobyl, captura de pantalla del videojuego del 2007

### Trasfondo
¡Queridos moscovitas y huéspedes de nuestra capital! El Metro de Moscú es una empresa de transporte que ofrece siempre grandes peligros.
Dmitri Glujovski. Prólogo de Metro 2033.

En 2013 hay una guerra nuclear y la población superviviente de Moscú decide resguardarse en el subsuelo, dentro de metro moscovita distribuyéndose por los kilómetros de estaciones y túneles. Cada estación se ha organizado socialmente con diferentes estructuras de poder como ciudades estado y se mantiene un cierto orden con diferentes alianzas entre ellas.
Surgen diferentes grupos o facciones,  "Guardianes del Orden", la facción comunista de la "Línea Roja" o los neonazis del Cuarto Reich. En el centro se encuentra la Polis, la cual está formada por cuatro estaciones consideradas la "arteria principal" por su localización y enlaces con otras líneas, y la Hansa, la cual controla las principales estaciones de la Línea Circular y su economía.
A medida que estas "Estaciones Estado" se desarrollan, surgen los conflictos entre otras como la Línea Roja y el Cuarto Reich, los cuales buscan imponer su supremacía sobre el otro sin importar el coste, incluyendo las otras estaciones que buscan mantenerse neutrales, algunas son demolidas y otras pretenden unirse a la Hansa. Otras tantas deben hacer frente al problema de la superficie, de la cual proceden varios animales mutados por la radiación y que acechan por todas partes a sus presas, en este caso: humanos. Otros peligros son un grupo de mutantes conocidos como "Oscuros" o "Negros". Son humanos que tras ser expuestos a la radiación a largo plazo, su piel se oscurece y desarrollan mutaciones además de la aparente habilidad para manipular la mente de los supervivientes del metro. 
Los stalkers (en ruso: сталкеры ) son arriesgados aventureros que a veces suben a la ciudad destruida en busca de objetos útiles como comida, armas o medicamentos y venderlos por balas fabricadas antes de la guerra o intercambiarlos por otros objetos. 
Si bien es cierto que la mayor parte de la red metropolitana está controlada por estas mencionadas facciones, otras tantas estaciones, las que no han sido abandonadas o destruidas, forman alianzas independientes, siendo VDNJ, una de ellas y en la que empieza la historia.

### Trama

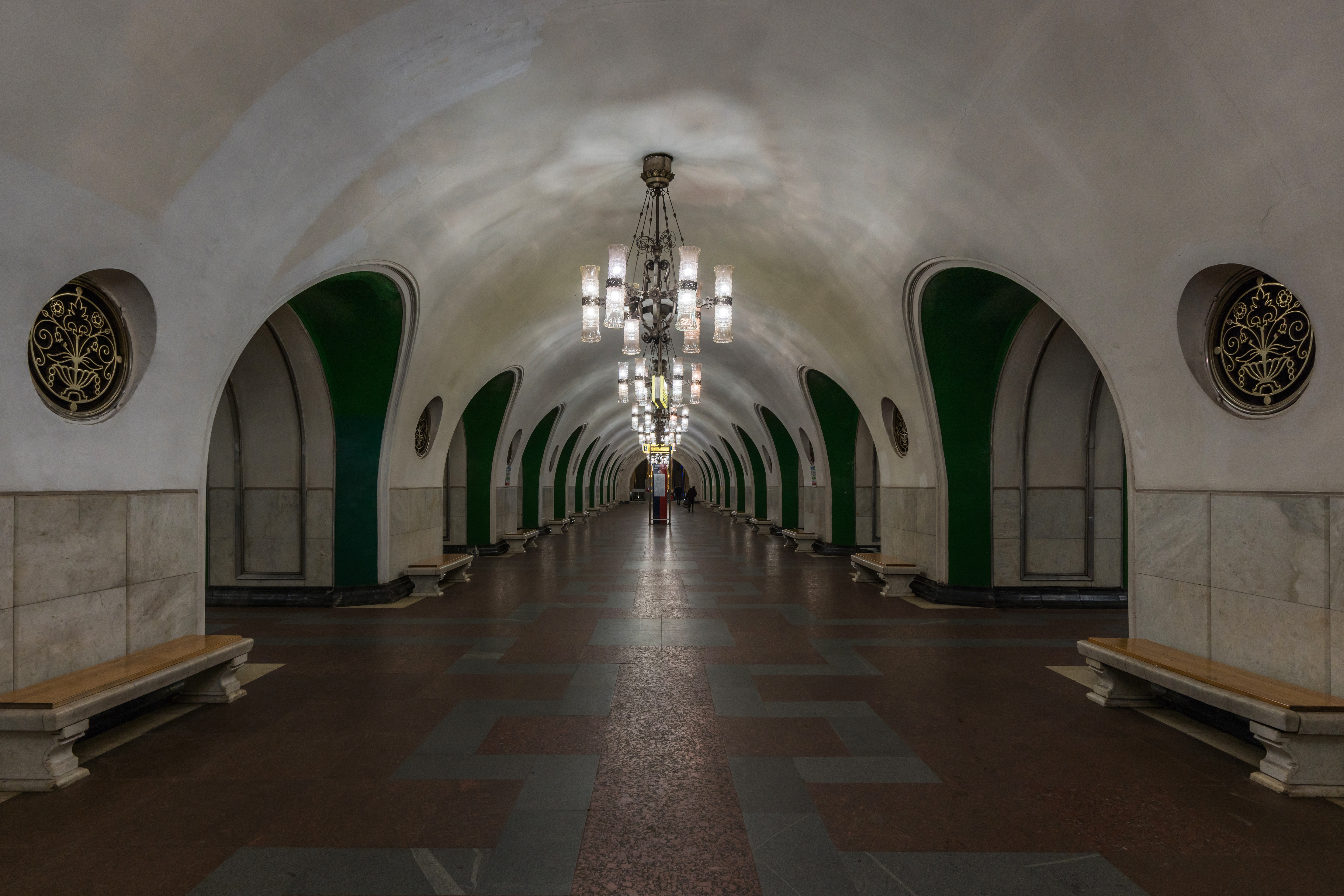
Pasillo central de la estación de metro VDNJ en 2018.

El libro se divide en 20 capítulos y se centra en Artyom (en ruso: Артём): joven de 26 años nacido antes del holocausto nuclear de 2013. Cuando este era un bebé, un oficial militar, Sujói, le salvó de una horda de ratas, aunque no pudo hacer nada por su madre ni por los demás habitantes de la estación en la que vivían. Desde entonces, se ha criado con Sujói en la estación VDNJ y ha pasado a formar parte del equipo de seguridad de la estación.
En el año 2033, Artióm termina su turno de vigilancia con sus compañeros y conoce a un misterioso hombre que se hace llamar "Hunter", el cual anda buscando a su padre adoptivo. Tras discutir la situación de la VDNJ, Hunter afirma seguir dispuesto a combatir las amenazas a las que se enfrentan las demás estaciones, sin embargo Sujói ha perdido toda esperanza por luchar. Antes de marcharse, este pide hablar con Artióm, el cual le confiesa que diez años atrás salió a la superficie por Botanicheskiy Sad y tras volver al interior después de un momento de pánico en el que oyeron a los "Oscuros" se olvidaron sellar la salida. Cazador aprovecha para chantajear a Artióm y le pide que cumpla una misión en solitario: debe viajar hasta la Polis mientras este trata de defender la estación de las criaturas.

Mapa de la red kilométrica de líneas y estaciones del metro de Moscú en 2023.

Mientras escolta una caravana, conoce a Bourbon, el cual decide viajar hacia Sukharevskaya. Aprovechando que dicha estación atraviesa la línea circular, Artióm se ofrece a acompañarle a cambio de varios cartuchos (los cuales son utilizados como moneda). Durante el trayecto, Bourbon pierde la cordura y fallece, y poco después se le aparece un misterioso hombre llamado Khan, con quien le ayuda el cadáver de Bourbon y reanuda junto con él al camino hasta la Polis, pero ambos se separan en Kitai-Gorod tras el ataque a la estación por parte de la facción neonazi conocida como el Cuarto Reich. 
Mientras huye por la línea adyacente hacia la estación independiente de la Kuznezki most, ayuda a un hombre anciano (llamado Mikhail Porfiryevich) y su aparente hijo, y poco después llega a la estación  independiente. Después de un breve descanso, anuncian que, gracias a que Mikhail supuestamente estaba propagando noticias supuestamente falsas, tendrán que ir a una de las estaciones vecinas para juzgarle. Después de eso, llega a una de las estaciones controladas por el IV Reich, donde es detenido por matar a un oficial después de un confrotamiento entre el grupo y los soldados, y es llevado hacia Tverskaya para ser ejecutado. Afortunadamente, un grupo trotskista revolucionario le salva de su ejecución, y donde le ayudan un poco
Finalmente es llevado hasta Paveletskaya pero para seguir su camino debe atravesar la zona de la Hansa, la cual se niega a dejar pasar a todo aquel sin visado. Tras haber perdido su documentación en las estaciones controladas por los neonazis, cuenta con la ayuda de Mark, el cual le ayuda a pasar tras apostar en una carrera de ratas contra el jefe de la estación. Tras perder la apuesta, Artyum y Mark son llevados a la Hansa, donde se convierten en trabajadores forzados. Gracias a la negligencia de un soldado, Artyum escapa a través de un túnel sin acabar y es acogido por Timotei, un miembro testigo de Jehová que le lleva de buena fe a un sermón religioso a La Atalaya con la esperanza de sumar un nuevo adepto. Sin embargo, no se deja convencer y consigue escapar hacia Serpukhovskaya y más adelante continúa su viaje hasta Polianka donde mantiene una fluida conversación con los dos únicos habitantes de la estación sobre su vida antes de la catástrofe nuclear y el Metro 2, un sistema metropolitano secreto que discurre en paralelo con el Metro y que enlazaba con varios edificios gubernamentales. 
Tras ponerse nuevamente en marcha consigue llegar a la Polis a través de Borovitskaya, donde es recibido por el comandante de la estación, al cual le comenta que tiene un mensaje importante que darle a una persona llamada Melnik, sin embargo tiene que esperar un día y aprovecha para conocer el lugar. Allí conoce a Danila, un brahmán conocedor de los asuntos políticos de la Polis y que tiene información sobre la próxima misión de Artióm: subir a la superficie y entrar en la Biblioteca Estatal.

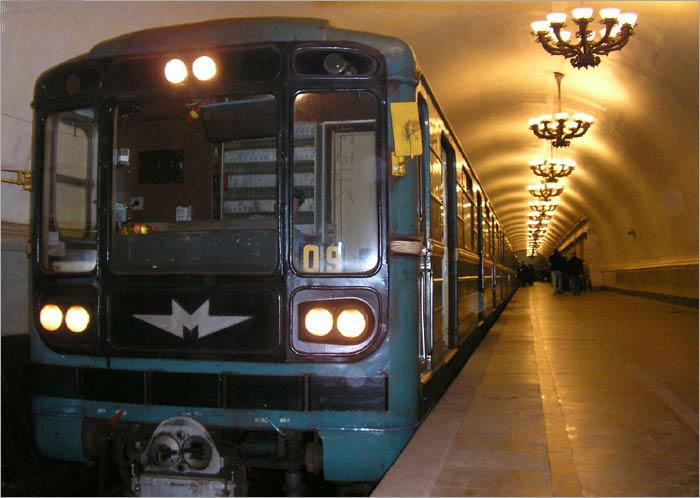
Antiguo tren de metro soviético en una de las estaciones de Moscú en 2006.

A la mañana siguiente se encuentra con Melnik, el cual le informa de que el consejo va a reunirse para tratar la situación fuera de la Polis. Es entonces cuando Artióm les explica la situación en la VDNJ, pero rechazan ayudarle, sin embargo un pequeño grupo del consejo se reúnen con él en secreto para explicarle que tiene que ir a la Biblioteca con Melnik, Danila y una tercera persona a buscar un libro muy antiguo y supuestamente poderoso, donde contiene el futuro de la Tierra. Una vez dentro del edificio, la situación empeora cuando descubre que los "bibliotecarios" de los que había sido informado son en realidad monstruos mutados que matan a Danila, el cual se había guardado en uno de sus bolsillos un mapa con la localización de un punto de nombre D-6. Puesto que Danila ha fallecido, Melnik sugiere a Artióm que regrese por la superficie hacia la entrada a Smolenskaya ante posibles represalias por la suerte del brahmán. Finalmente llega, no sin dificultades al punto acordado.
Artióm y Melnik planean un plan para ayudar a la VDNJ en el que deben emprender otro viaje al punto D-6 y lanzar misiles de antes de la guerra contra la guarida de los Oscuros. Una vez en Kievskaya coinciden con Anton, máxima autoridad de la estación y el cual les explica el caso en el que varios residentes de su estación y otras aledañas han desaparecido sin dejar rastro menos la cercana Park Pobedy, la cual fue abandonada y tapiada. Allí conoce también a Tretyak, el cual acompaña a Melnik a la Mayakovskaya buscando una entrada que les lleve a la D-6, pero a la noche siguiente, Artióm es informado del fallecimiento de Tretyak. A este se suma otro problema: el hijo de Anton: Oleg ha desaparecido, sin embargo Artióm descubre su caja de música cerca de la frontera con Park Pobedy. Una vez llegan, son emboscados por un grupo multitudinario de caníbales pertenecientes a la secta del "Gran Gusano", los cuales los mantienen como rehenes junto a un hipnotizado Oleg hasta que son rescatados por un grupo de stalkers y reemprenden la marcha hacia la D-6 vía Metro-2 a pesar de las advertencias de los sectarios. Para asegurarse de que no se ven perseguidos, deciden tomar a dos caníbales como rehenes.
Tras acceder al Metro-2 y recorrer varias estaciones, pasan por debajo del Kremlin. En dicha estación mora un extraño ser amorfo y los expedicionarios sufren varias alucinaciones a causa de los efectos radiactivos que emanan de la estrella del Kremlin. Después de recuperar el conocimiento, los supervivientes consiguen escapar y prenden fuego a la estación. Fuera de peligro, Melnik sugiere que Ulman, uno de los stalkers, junto con Artióm busquen el punto más alto para dirigir los misiles mientras este y el resto de stalkers buscan la sala de control del D-6. Tras proporcionar las coordenadas de la Torre Ostankino, Artióm decide volver a la VDNJ y ayudar a los suyos en la defensa frente a los Oscuros que han roto los cercos y que aparentemente han masacrado a parte de la estación, sin embargo Sujói le convence para que cumpla con su deber y vuelve con Ulman y Khan, con quien se reencuentra tras haberse separado.
Finalmente consiguen subir a lo alto de la torre y Ulman fija el blanco, pero en ese momento Artióm tiene una epifanía en la que los Oscuros no buscan destruir a la humanidad, sino cooperar con ellos, sin embargo sus intentos de comunicarse (salvo con él) son vanos. Consciente, intenta detener la explosión inminente, pero llega tarde y un devastado Artióm ve como lo poco que quedaba en pie en la ciudad y el rastro de los Oscuros quedan reducidos a cenizas. Sin poder hacer nada, vuelve a su casa.

## Publicación
Glujovski, empezó a escribir el libro en secundaria y lo continúo durante cinco años. Tras el rechazo de varias editoriales a publicar su libro en 2002, creó una página web donde dio a conocer y fue evolucionando el libro con la participación de los lectores. 
Tres años después, en 2005, tres editoriales se interesaron y fue impreso por la editorial rusa Eksmo y Orionbooks. Las condiciones para la publicación eran dos: hacer el libro el doble de grande y si modificaba la muerte del protagonista al final del libro. En la primera versión del libro, Artióm -el protagonista- moría al alcanzarlo una bala perdida.

Al ver que ninguna editorial se interesaba experimenté con el lenguaje html y flash y monté una página web específica del libro. Luego puse algunos enlaces, la promocioné en foros… Fue un proceso lento. Primero cinco visitas al día, luego doce, y así cada vez más. Necesitaba saber la opinión de los lectores después del rechazo de las editoriales. Fue una energía positiva muy importante para mí. Luego la rehice siguiendo algunos consejos que me habían dado los editores. Más tarde escribí una secuela, manteniendo el feedback con los lectores. Aproveché los comentarios, críticas, recomendaciones (de gente especializada en algún tema concreto), como si fueran editores. Cuando la acabé, y con el aval de miles de visitas a mi web, la volví a presentar a las editoriales y se interesaron tres.
Dmitri Glujovski

El 28 de marzo de 2010 se publicó la adaptación en inglés en Estados Unidos, coincidiendo con el lanzamiento del videojuego con el mismo nombre.

## Recepción
En 2010 se vendieron 500.000 ejemplares del libro solo en Rusia y en 2012 había vendido más de un millón de libros. Cerca de 2 millones de internautas leyeron la novela en el sitio web oficial antes de ponerse a la venta la edición impresa. El libro se ha editado hasta el 2012 en los idiomas: inglés, alemán, español, francés, portugués, italiano, griego, sueco, danés, holandés, finlandés, noruego, lituano, checo, estonio, polaco, esloveno, búlgaro, húngaro, serbio, croata, georgiano, persa, japonés o turco.
En 2007, Glujovski fue premiado en el Eurocon celebrado en Copenhague por su trabajo.
En el portal Goodreads puntuaron Metro 2033 con 3,9 estrellas de 5.

## Franquicia

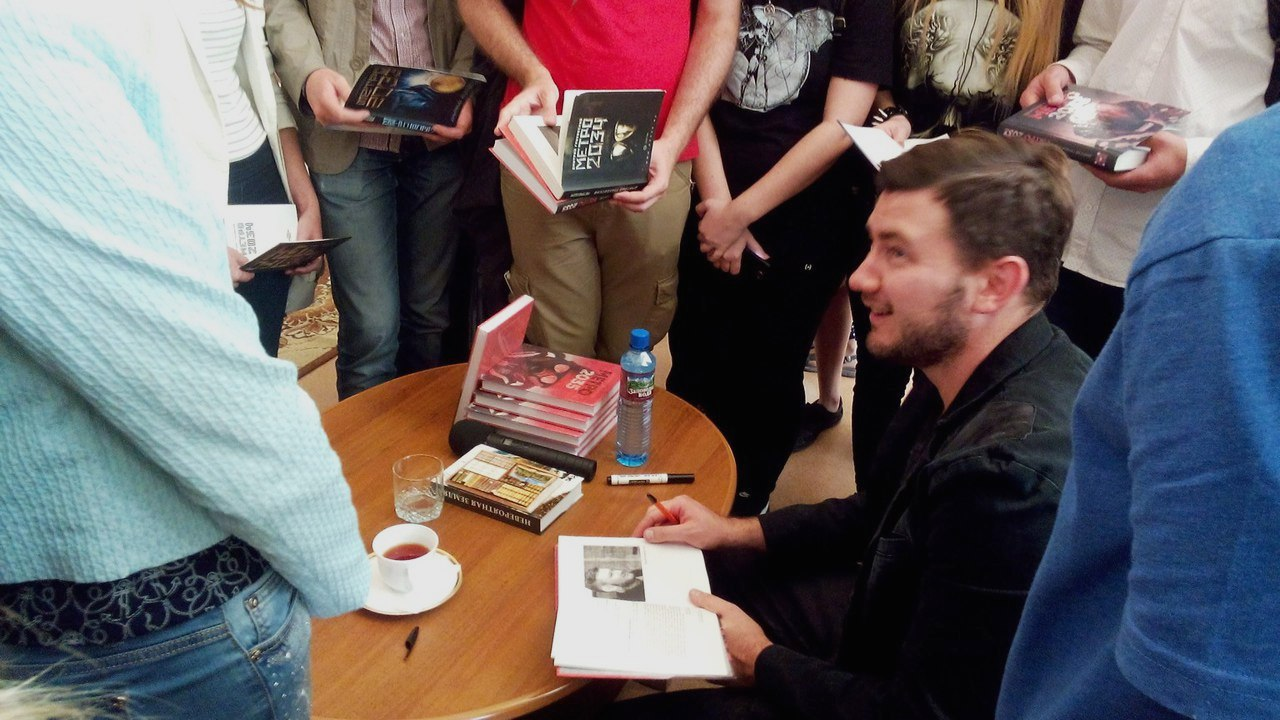
Glujovski en la presentación del libro Metro 2035 en en Krasnoyarsk en 2015.

La novela Metro 2033 fue el inicio de la franquicia de novelas y videojuegos Metro. Aunque comenzó en Rusia, el proyecto goza de gran popularidad en Polonia, Rumania, Hungría, Ucrania y Alemania. El estudio ucraniense 4A Games había desarrollado tres títulos ambientados en el universo: Metro 2033 (2010), Metro: Last Light. (2013), Metro: Redux (2014) y Metro Exodus (2019).
Todas las historias de Metro que conforman el Universo de Metro 2033 comparten el mismo escenario: el mundo ficticio de la novela original de Glukhovsky. Aunque solo describía su propia visión de un post-apocalíptico Moscú, los libros del universo extendido tienen lugar en una gran variedad de áreas diferentes. Entre ellos se encuentran: Moscú (Metro de Moscú), San Petersburgo (Metro de San Petersburgo), Óblast de Leningrado, Nizhni Nóvgorod (Metro de Nizhni Nóvgorod), Óblast de Tver, Óblast de Moscú, Península de Kola, Rostov del Don, Samara (Metro de Samara), Novosibirsk (Metro de Novosibirsk), Ekaterimburgo (Metro de Ekaterimburgo), y Kaliningrado. Algunos de los libros de la serie están ambientados en otros lugares fuera de Rusia, como Ucrania, Bielorrusia, Reino Unido, Italia, Polonia y Antártida.

## Adaptaciones

### Videojuegos
En marzo de 2010 la empresa 4A Games produjo el videojuego Metro 2033 para PC y Xbox 360. Dmitri, que accedió a dar los derechos para la versión digital, declaró que se decantó por dar los derechos a esta adaptación en lugar de una producción cinematográfica al tener más "libertad artística para trabajar" y al no tener una productora con un presupuesto adecuado. En declaraciones de 2012, se mostró satisfecho con el resultado, y de poder servir como una herramienta para atraer lectores a las novelas.
Tres años después se publicó la secuela: Metro: Last Light, ambientada en el mismo ambiente apocalíptico pero sin continuación directa con el argumento de Metro 2034. Los dos videojuegos serían reeditados con gráficos mejorados con una nueva versión como Metro 2033 Redux y Metro: Last Light Redux.
En 2018 se presenta el nuevo videojuego de la saga, Metro Exodus.

### Adaptación cinematográfica
En 2012 se confirmó que una compañía de cine de Estados Unidos había comprado los derechos para recrear la trama del libro, no obstante Dmitri no se mostraba muy esperanzado. En marzo de 2016 Glujovski negoció con Michael de Luca, famoso productor de Hollywood, la posibilidad de llevar la novela a la gran pantalla. Según palabras del novelista: "Yo y mi novela hemos estado esperando estos diez años. He sido muy cuidadoso sobre dejar a mi bebé a los productores de Hollywood para cualquier adaptación cinematográfica. Ahora sé que está en buenas manos".
En 2018 se dio a conocer que una adaptación de la saga Metro al cine se encuentra actualmente paralizada. Las razones principales detrás de esa decisión fueron que la producción deseaba trasladar la acción a Estados Unidos, en lugar de la ubicación original en Moscú, Rusia. Debido a esto, el creador de la saga declaró:
(...) Muchas cosas no funcionarían en Washington DC: los nazis no funcionan, los comunistas tampoco y los oscuros, menos. Washington DC es, básicamente, una ciudad negra. Esa no es en absoluto la alusión que querría realizar: Metro 2033 es una metáfora sobre la xenofobia en general, en absoluto un mensaje solo sobre afroamericanos. No funcionaría. 
-La Productora- quería reemplazar a los Oscuros con algún tipo de bestias al azar. Mientras las bestias no parezcan humanas, la historia sobre la xenofobia no funciona, lo cual es muy importante para mí como internacionalista convencido. Lo convirtieron en una cosa muy genérica. (...) Hemos visto la versión estadounidense del apocalipsis muchas veces y la audiencia, al igual que el género, está saturada y no desea ver más sobre ello.